# Crataegus puberis
Crataegus puberis är en rosväxtart som beskrevs av Charles Sprague Sargent. Crataegus puberis ingår i Hagtornssläktet som ingår i familjen rosväxter. Inga underarter finns listade i Catalogue of Life.